# Bryllupsfesten
Bryllupsfesten er en dokumentarfilm instrueret af Hans Christian Jacobsen og Jens Kjær Jensen.

## Handling
Bryllupsfesten foregår i Azerbaijan i den lille landsby Xinaliq, som ligger i 2400 meters højde og som har ca. 1000 indbyggere. August måned er bryllupssæson, og filmen følger hyrden Nazif, der skal giftes med Leyle. Filmen stiller bl.a. skarpt på de kommende forandringer ægteskabet vil skabe i de unge menneskers liv. Den ældre generation fortæller om, hvordan man bliver en god ægtefælle. Filmen følger også forberedelserne til den store dag, der kulminerer i en stor fest. Xinaliq ligger på toppen af et bjerg i et unikt stykke natur for foden af Kaukasus bjergene. Filmen er poetisk og smuk i sit udtryk og den giver et indblik i en kultur, som er væsentlig anderledes fra den vi kender i Danmark.